# Toén
Toén là một đô thị trong tỉnh Ourense, thuộc vùng Galicia ở tây bắc Tây Ban Nha. Dân số 2368 (2018) và diện tích 58 km².